# Betsy Brandt
Betsy Brandt, född 14 mars 1973 i Bay City, Michigan, är en amerikansk skådespelerska. Hon är mest känd för sin roll som Marie Schrader i Breaking Bad.

## Filmografi

### Filmer
- 1998 – Stall (Kortfilm)
- 1998 – Confidence (Kortfilm)
- 2001 – The Red Boot Diaries (Kortfilm)
- 2001 – Memphis Bound... and Gagged
- 2004 – Back When We Were Grownups (TV-film)
- 2005 – Shelf Life
- 2005 – All Features Great and Small (Kortfilm)
- 2006 – John Wang's Nebraska (Kortfilm)
- 2011 – Jeremy Fink and the Meaning of Life
- 2012 – Magic Mike
- 2013 – The Professor (Kortfilm)

### TV-serier
- 2001 - Vem dömer Amy? (1 avsnitt)
- 2002 - På heder och samvete (1 avsnitt)
- 2003 - The Guardian (1 avsnitt)
- 2003 - Brottskod: Försvunnen (2 avsnitt)
- 2003 - Cityakuten (1 avsnitt)
- 2004 - Advokaterna (1 avsnitt)
- 2004 - NCIS (1 avsnitt)
- 2005 - Medical Investigation (1 avsnitt)
- 2006 - Close to Home (1 avsnitt)
- 2006 - CSI: Crime Scene Investigation (1 avsnitt)
- 2007 - Side Order of Life (1 avsnitt)
- 2007 - Boston Legal (1 avsnitt)
- 2010 - Miami Medical (1 avsnitt)
- 2010 - The Whole Truth (1 avsnitt)
- 2011 - No Ordinary Family (1 avsnitt)
- 2011 - The After After Party with Steven Michael Quezada (1 avsnitt)
- 2011-2012 - Private Practice (2 avsnitt)
- 2012 - Fairly Legal (1 avsnitt)
- 2012–2014 – Parenthood (TV-serie) (7 avsnitt)
- 2013 - Body of Proof (1 avsnitt)
- 2008-2013 - Breaking Bad (62 avsnitt)
- 2013-2014 - The Michael J. Fox Show (22 avsnitt)
- 2014 - The Club (13 avsnitt)2014 – Masters of Sex (TV-serie) (7 avsnitt)

- 2022 - Better Call Saul (1 avsnitt)